# بییالوئنگا د لا بگا
بییالوئنگا د لا بگا (به اسپانیایی: Villaluenga de la Vega) یک شهرستان در اسپانیا است که در استان پالنسیا واقع شده‌است.

## خصوصیات
بییالوئنگا د لا بگا ۲۶ کیلومترمربع مساحت و ۶۶۷ نفر جمعیت دارد.